# 오타니 요시쓰구

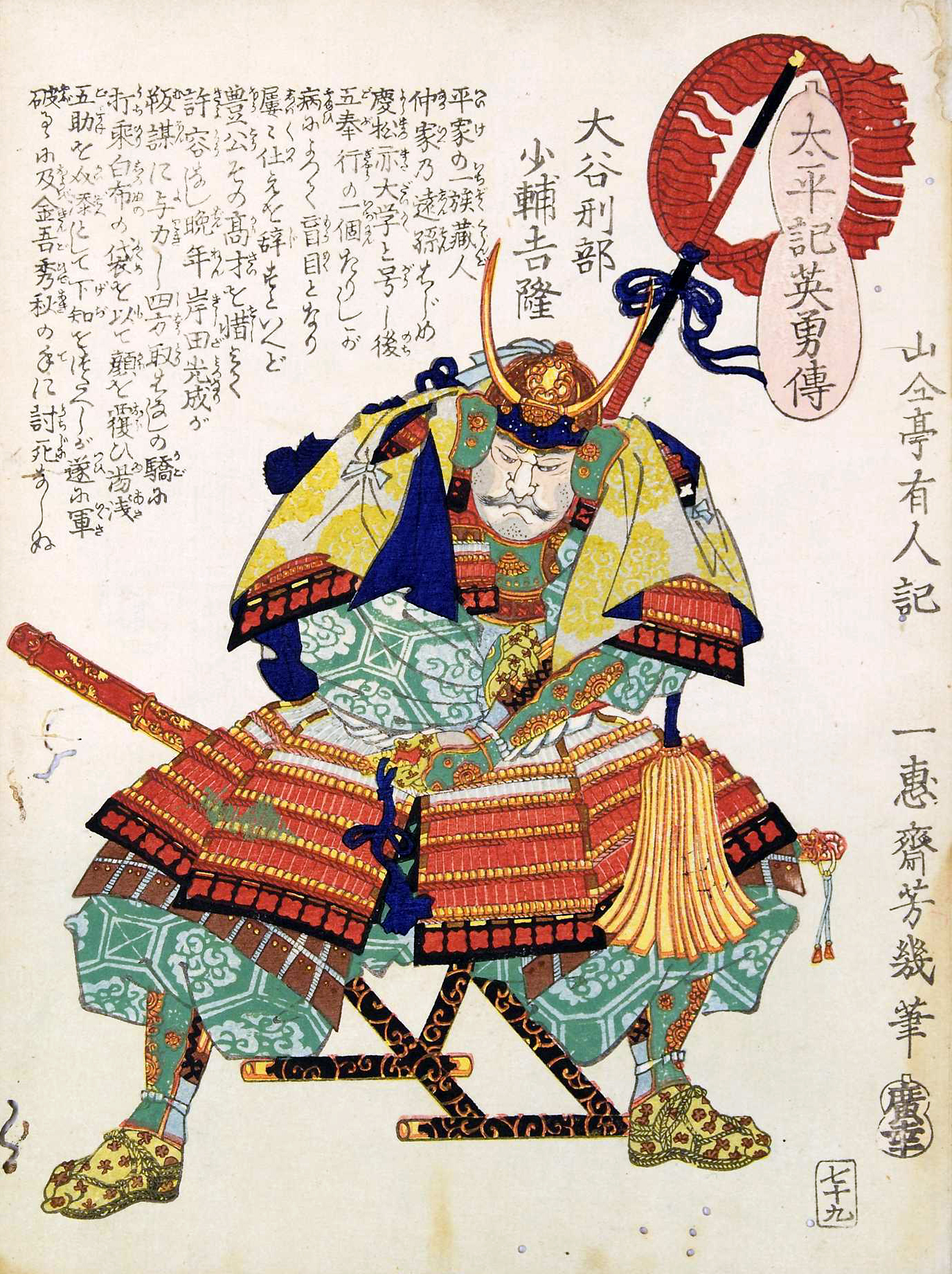
오타니 요시쓰구

오타니 요시쓰구(일본어: 大谷吉継, 1559년 ~ 1600년 10월 21일)는 센고쿠 시대부터 아즈치모모야마 시대에 걸쳐 활약한 무장이다. 에치젠 쓰루가성 성주. 통칭은 헤이마(平馬)·기노스케(紀之)이며, 관직 형부소보(刑部少輔 교부노쇼유[*])에서 따와서 오타니 교부(大谷刑部)라고 불리는 경우도 많다.
도요토미 히데요시의 가신으로, 이시다 미쓰나리의 친구이기도 했다. 젊은 시절 그는 굉장한 미남으로 보는 사람들마다 놀라게 할 정도였으나 나병에 걸려 결국 몸이 점점 망가지게 되었다.
이시다 미쓰나리가 세키가하라 전투를 계획하려 하자 요시쓰구는 이미 눈도 안보이고 다리 역시 절룩거리는 상태인 불구의 몸이 되었음에도 불구하고 미쓰나리를 직접 찾아가서 반대했으나 기각되어 결국 세키가하라 전투에 불구의 몸을 이끌고 힘겹게 참전하게 된다.
그럼에도 불구하고 도도 다카토라와 겨뤄 이기기도 했으나 고바야카와 히데아키의 배신으로 적진에 고립되어 결국 자결했다.

## 인물·일화
- 요시쓰구가 태어나기 전에 양친이 자식이 없는 것을 한탄하고 슬퍼하고 있던 중, 부친 요시후사가 하치만 신사에 참배하자 “신사의 솔방울을 먹어라”라는 꿈을 꾼 뒤, 신사의 소나무 아래 떨어져 있던 솔방울을 먹자 요시쓰구가 태어났다는 전설이 있으며, 그래서 요시쓰구의 유명을 게이쇼(慶松 / 桂松)라고 지었다고 한다.
- 요시쓰구는 당시의 불교관으로 볼 때 전생의 죄업으로 인한 병으로 폄하되던 나병에 걸려 고생했으며, 병으로 망가진 얼굴을 하얀 천으로 감싸고 다녔다고 한다. 또한 결국 실명한 것으로 여겨지는데, 그 때문에 정치의 무대에서 활약할 기회가 없었던 것으로 보인다.
- 도요토미 정권의 고부교로 세키가하라 전투 때 함께 거병한 이시다 미쓰나리와는 우정이 깊었다고 하며, 두 사람의 친밀한 관계는 우정이라는 의식이 경시되었던 센고쿠 시대에는 드물게 보이는 미담으로 여겨졌으며, 동성애 관계였다는 기록도 존재한다.[3]
- 덴쇼 15년(1587년)에 오사카 성에서 열린 다회에서 초대된 장수들이 다완에 들어있는 차를 한 명씩 마시고 다음 사람에게 돌리며 함께 마신 적이 있었다. 이 때, 요시쓰구가 입을 댄 다완은 모두가 꺼리며 받더라도 병이 옮을 것을 두려워하여 입을 대는 시늉만 하고 말았으나, 미쓰나리는 아랑곳않고 단숨에 찻잔을 비우고 아무런 내색도 않고 선선하게 말을 걸어왔다[4]. 요시쓰구는 그 일에 크게 감격하고 가슴에 담아두어, 세키가하라 전투에서 함께 거병할 결심을 했다고 전해진다. 단, 이것은 히데요시와의 일화라는 설도 있다.
- 세키가하라 전투에서는 미쓰나리의 우정 때문에 순사하였으나, 요시쓰구 자신은 도쿠가와 이에야스와도 친교가 있어, 당초에는 이에야스 파였다고 한다. 이에야스는 요시쓰구의 재능을 높이 사서 게이초 5년(1600년) 7월, 아이즈 정벌(会津征伐)이 끝나는대로 영지를 12만 석으로 늘려 주겠다는 약속을 했다고 한다. 이 때문에 요시쓰구가 서군에 가담한 것을 알게 되었을 때 이에야스가 굉장히 낭패한 낯빛을 했다는 일화가 있다.
- 임진왜란 등에서 병참 업무를 담당하여 군감으로서 뛰어난 능력을 발휘하여, 히데요시가 “기노스케(紀之介, 요시쓰구의 통칭)에게 백만의 군사를 주어, 자유롭게 지휘하게 해보고 싶다”고 말했다고 전해진다.
- 미쓰나리의 건방진 성격을 걱정한 요시쓰구는 “자네(미쓰나리)가 격문을 보내도 평소의 건방진 행동 때문에 도요토미 가의 안태를 바라는 자 조차도 나이후(内府, 이에야스의 관직명인 나이다이진의 별칭)의 편을 들고 있네. 이번에는 아키 주나곤(安芸中納言, 모리 데루모토)나 비젠 주나곤(備前中納言, 우키타 히데이에)를 대장으로 세우고 자네는 배후로 물러나 있게.”라고 간언했다고 한다. 미쓰나리는 처음에는 이 간언을 따랐으나, 서군이 편성되자 점차 건방진 태도로 돌아갔다고 한다. 그것 때문에 막상 세키가하라 전투가 발발하자 고바야카와 히데아키는 결국 동군으로 돌아서고 말았다.
- 세키가하라에 서군이 먼저 포진하였을 때, 고바야카와 히데아키의 배신을 짐작하고 있어 고바야카와 군세의 진군경로에 방책을 세웠다고 한다. 하지만 서군의 병력으로는 대다이묘인 도쿠가와 이에야스에게 도저히 승산이 없어서 고바야카와 히데아키를 제외시키지 못했다.
- 명장 소슈 마사무네(相州正宗)가 만든 쓰루가 마사무네(敦賀正宗)를 지니고 있었다고 한다.
- 요시쓰구는 《명장언행록(名将言行録)》에서도 “요시쓰구는 널리 사람들을 사랑하며 지용을 겸비하고 능히 시비를 가려서 세인들이 현인이라고 칭하였다.”라고 높은 평가를 받고 있다.
- 실제 사적에는 불명한 점이 많은데도 불구하고 에도 시대의 강담 등에서 의인(義人)이라는 이미지로 굳어진 탓인지, 후세에는 특히 서민층에게 인기가 많다. 이 경향은 에도 시대에서 현대까지도 이어져, 세키가하라 전투를 소재로 한 역사소설과 드라마에서는 영웅적인 준주연으로 묘사되는 경우가 많다.
- 자결할 때 고바야카와 히데아키의 진을 향하여 “인면수심이로다. 원귀가 되어 삼년 안에 지벌을 내릴 것이다.”라고 말하고 할복하여, 그 저주대로 히데아키가 발광하여 사망하였다는 이야기가 널리 퍼져 있다.

## 사세구
「契りあらば 六の巷に まてしばし おくれ先立つ 事はありとも」
요시쓰구의 사세구는 전투 중 결별의 인사를 보내 온 히라쓰카 다메히로(平塚為広)의 사세구에 대한 답구의 형태를 취하고 있다.